# 1207

## Narození
Česko
- ? – Vladislav (moravský markrabě), třetí syn českého krále Přemysla Otakara I. († 18. února 1227/1228)

Svět
- 7. července – Alžběta Durynská, uherská princezna († 17. listopadu 1231)
- 30. září – Džaláleddín Balchí Rúmí, perský básník, právník, teolog a učitel súfismu († 17. prosince 1273)
- 1. října – Jindřich III. Plantagenet, anglický král († 16. listopadu 1272)

## Úmrtí
- 29. května – Bona z Pisy, katolická světice (* 1156)
- 4. září
  - Bonifác z Montferratu, markýz z Montferratu a vůdce čtvrté křížové výpravy (* asi 1150)
  - Raimbaut de Vaqueiras, provensálský trubadúr (* okolo 1165)
- 8. října – Kalojan, bulharský car (* ?)

## Hlava státu
- České království – Přemysl Otakar I.
- Svatá říše římská – Ota IV. Brunšvický – Filip Švábský
- Papež – Inocenc III.
- Anglické království – Jan Bezzemek
- Francouzské království – Filip II. August
- Polské knížectví – Lešek I. Bílý
- Uherské království – Ondřej II.
- Sicilské království – Fridrich I.
- Kastilské království – Alfonso VIII. Kastilský
- Rakouské vévodství – Leopold VI. Babenberský
- Skotské království – Vilém Lev
- Latinské císařství – Jindřich
- Nikájské císařství – Theodoros I. Laskaris